# Der Vogelhändler
L'ocellaire o El venedor d'ocells (títol original en alemany, Der Vogelhändler) és una opereta en tres actes amb música de Carl Zeller, text de Moritz West i Ludwig Held, basada en el llibre de Varin i Biéville Ce que deviennent les roses. Es va estrenar el 10 de gener del 1891 en el Theater an der Wien de Viena. S'ha representat també a Alemanya, Hongria, Anglaterra, Bèlgica, França, Itàlia, Espanya i als EUA. En destaca l'ària que canta Adam en l'acte segon (Wie mein Ahn'l zwanzig Jahr). El 1956 el director Karl Anton en va fer una versió cinematogràfica titulada Die Christel von der Post.

## Personatges i veus
| personatge                                             | veu             |
| ------------------------------------------------------ | --------------- |
| Adam, un venedor d'ocells del Tirol                    | tenor o baríton |
| Christel, la noia de Correus                           | soprano         |
| Princesa Marie                                         | soprano         |
| Baronesa Adelaide, dama de la Cort                     |                 |
| Comtessa Mimi, dama de la Cort                         |                 |
| Baró Weps, mestre de caçadors                          | tenor           |
| Comte Stanislaus, el seu nebot i oficial de la guàrdia | tenor           |
| El professor Süffle                                    | tenor           |
| El professor Würmchen                                  | baríton         |
| L'alcalde Schneck                                      | tenor           |
| Nebel, la mestressa de la taverna                      |                 |
| Jette, una cambrera                                    |                 |
| tirolesos, gent de la cort del Palatinat               |                 |

## Argument
L'argument se situa al segle xviii, en un territori a la rodalia de Heidelberg que, en aquell temps formava part del Sacre Imperi Romanogermànic i el seu governant tenia el títol de príncep elector del Palatinat. Encara que Heidelberg i el Palatinat (actual Renània) són llocs que van existir, els personatges són inventats. Tot comença en unes terres, propietat del marit d'una fictícia princesa electora Marie.
L'ocellaire és una comèdia bucòlica que té com a personatges centrals un venedor d'ocells del Tirol, anomenat Adam i una empleada de l'oficina de Correus, anomenada Christel (diminutiu de Cristina), els quals s'estimen. Aquest amor pur, que l'autor relaciona amb la vida senzilla dels camperols, es veu en perill quan es veuen implicats en els embolics i les hipocresies dels personatges de la Cort. Després d'un seguit d'intrigues i malentesos, tot acaba bé.
No és només una història d'amor, sinó que es tracta també de com persones de diferents extracte social i cultural aprenen a conviure i acceptar llur diferències. El venedor d'ocells procedeix d'una cultura una mica diferent del de la seva estimada, l'empleada de Correus: ell està acostumat a les muntanyes i els boscos mentre que ella pertany a la ciutat. Al final, quan els membres de la Cort s'uneixen als tirolesos en una dansa tradicional d'aquella regió (Laendel shoeplatern), l'ocellaire els dona la benvinguda emprant el dialecte del Tirol, cosa que representa el triomf de la integració i l'amistat intercultural.

### Acte primer
El marit de la princesa del Palatinat anuncia la seva visita a una finca particular del Tirol on té un pavelló de caça. L'alcalde de la vila està molt nerviós perquè no ha pogut aconseguir el porc senglar i totes donzelles per a la festa tradicional de benvinguda. Una cambrera de la taverna local suggereix que l'empleada de Correus, Christel, podria oferir-se com a voluntària per la cerimònia perquè, encara que ella no és d'aquell poble està promesa amb Adam, i quan es casin formarà part de la comunitat. Els plans de Christel són, al contrari, d'anar a viure a la ciutat quan es casi. Per tal de complaure Christel, Adam regala a Weps, el mestre de caçadors, un ocell groc del Tirol refiant que a canvi li aconseguirà una feina a la ciutat. Mentrestant, un oficial de la guàrdia anomenat Stanislaus, està neguitós per saldar els seus deutes. Quan el mestre de caçadors rep notícia que el príncep elector no assistirà a la cerimònia, pensa en què farà amb la bossa de diners que li havien donat per pagar les donzelles de la desfilada. Stanislaus decideix fer-se passar pel príncep i quedar-se els diners.
La princesa Marie arriba d'incògnit juntament amb Adelaide perquè vol vigilar de prop el seu marit, ja que creu que es vol quedar a soles amb les noies de la festa per intimar. Christel explica a Adam que aprofitarà quan li presentin el príncep per demanar feina per ell i així es podran casar. Adam li demana que no ho faci perquè malfia del que el príncep demani a canvi. Christel acaba dins el pavelló de caça a soles amb Stanislaus, creient que és el príncep. Adam arriba a la festa, es troba amb el mestre de caçadors i l'alcalde que l'informen que Christel és una de les donzelles de la cerimònia i, per tant, no la trobarà entre els espectadors. Marie, moguda per la compassió i per salvar Adam d'una situació incòmoda, li ofereix el pom de roses que havia portat per fer-se passar per donzella cerimonial i enxampar el seu marit cometent infidelitat. Adam, guiat pel codi moral tirolès, creu que ara està promès a Marie i que Christel és ara la promesa del príncep i trenca públicament el seu anterior compromís amb Christel.

### Acte segon
El mestre de caçadors, que és l'oncle de Stanislaus, sospita que un escandol està a punt de passar, ja que Adam i Christel han arribat a palau amb propòsits estranys, mentre que Stanislaus encara es fa passar pel príncep. Christel s'ho manega per obtenir permís de Marie que doni a Adam un lloc de treball a la Cort. Adam és examinat en una escena còmica per dos professors que l'entrevisten per la seva idoneïtat per al càrrec. Adelaide demana al mestre de caçadors que arrangi un casament entre ella i Stanislaus, al qual adora secretament; Stanislaus, encara fent-se passar pel príncep segueix assetjant Christel, la qual es queixa a Marie. Marie trama un pla, amb Adam i Christel, per tal de descobrir qui s'està fent passar pel príncep. Demana Adam que porti els seus amics tirolesos a fer una dansa a la Cort. Amb l'excusa de proposar un brindis, Adam s'acosta a diferents persones i els fa saber que Christel farà sonar una campaneta quan identifiqui el qui s'ha estat fent passar pel príncep.
Quan el mestre de caçadors anuncia el casament entre Adelaide i Stanislaus, Christel identifica Stanislaus com a l'impostor. Marie malda Stanisslaus i demana que Adam sigui qui el jutgi, ja que és el qui més ha patit per la broma; Adam anuncia a la Cort que creu que el correcte és que Stanislaus faci una petició formal de matrimoni a Christel. Stanislaus compleix la sanció, però Christel diu a Adam que ell és el seu únic promès. Adam la rebutja i Christel, disgustada, decideix acceptar la proposta de Stanislaus. Adelaide, veient que no es podrà casar amb el seu estimat, es desmaia.

### Acte tercer
El mestre de caçadors, que sempre ha estat enamorat d'Adelaide, la convenç d'acceptar-lo com a marit. Christel s'encara a Stanislaus i a Adam i els diu que el correcte és que les dones tinguin la darrera paraula en qüestions d'amor. Marie es pregunta per què aquells que estan per sota d'ella en rang social troben la felicitat mentre que ella només hi pot somiar.
Els tirolesos engresquen els aristòcrates de la Cort a unir-se a ells en una dansa popular per celebrar la unió d'Adam i Christel. Després de la dansa, Adam dona les gràcies als aristòcrates en dialecte tirolès.

## Instruments
Flauta, oboè, 2 clarinets, fagot, 2 trompes, 2 trompetes, 2 trombons, percussió, arpa i violins.

## Representacions
Entre les darreres representacions cal destacar la que es va fer l'estiu del 2017 en el teatre flotant del llac Neusiedler, a la vila de Mörbisch am See.Van actuar en els papers principals: Sieglinde Feldhofer (Christel), Cornelia Zink (princesa Marie), Paul Schweinester (Adam). Tant les actuacions dels cantants i del ballet com l'espectacular posada en escena, obra de Frank Philipp Schlößmann, van ser molt lloats pel públic i la crítica.